# Ходонь
Ходонь, Ходоні (рум. Hodoni) — село у повіті Тіміш в Румунії. Входить до складу комуни Саткінез.
Село розташоване на відстані 425 км на північний захід від Бухареста, 19 км на північний захід від Тімішоари.

## Населення
За даними перепису населення 2002 року у селі проживали 1183 особи.
Національний склад населення села:
| Національність | Кількість осіб | Відсоток |
| -------------- | -------------- | -------- |
| румуни         | 1118           | 94,5%    |
| угорці         | 20             | 1,7%     |
| цигани         | 20             | 1,7%     |
| німці          | 11             | 0,9%     |
| українці       | 8              | 0,7%     |

Рідною мовою назвали:
| Мова      | Кількість осіб | Відсоток |
| --------- | -------------- | -------- |
| румунська | 1168           | 98,7%    |
| угорська  | 10             | 0,8%     |